# Самарське (Хайбуллінський район)
Сама́рське (рос. Самарское, башк. Һамар) — село у складі Хайбуллінського району Башкортостану, Росія. Адміністративний центр Самарської сільської ради.
Населення — 877 осіб (2010; 906 в 2002).
Національний склад:
- росіяни — 54%
- башкири — 44%

## Відомі особистості
В поселенні народився:
- Єрхов Геннадій Петрович (* 1938) — радянський історик.